# Nekropole

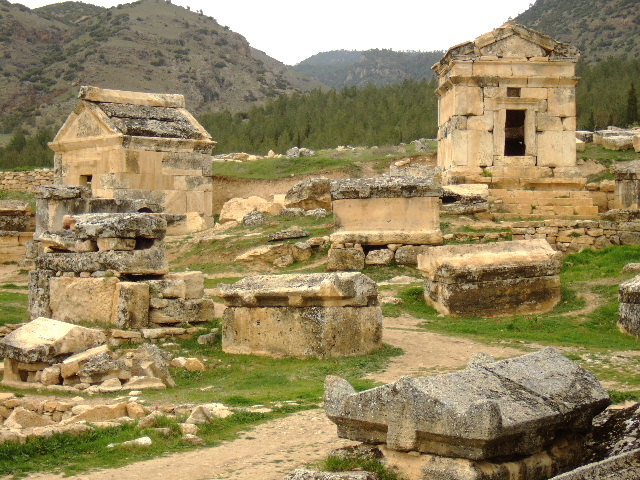
Nekropole in Hierapolis

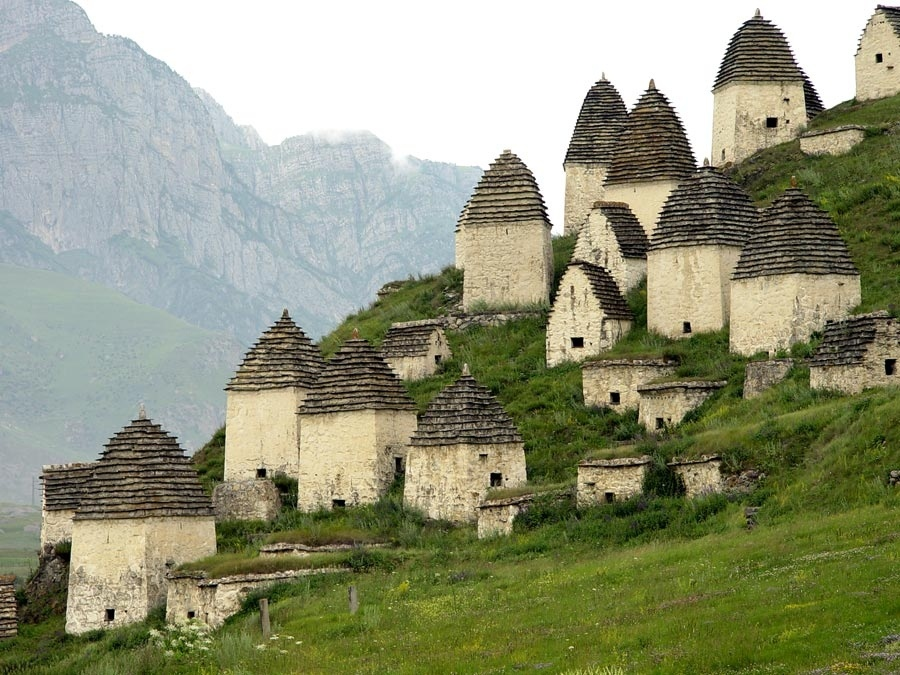
Alanische Nekropole in Dargaws (Nordossetien)

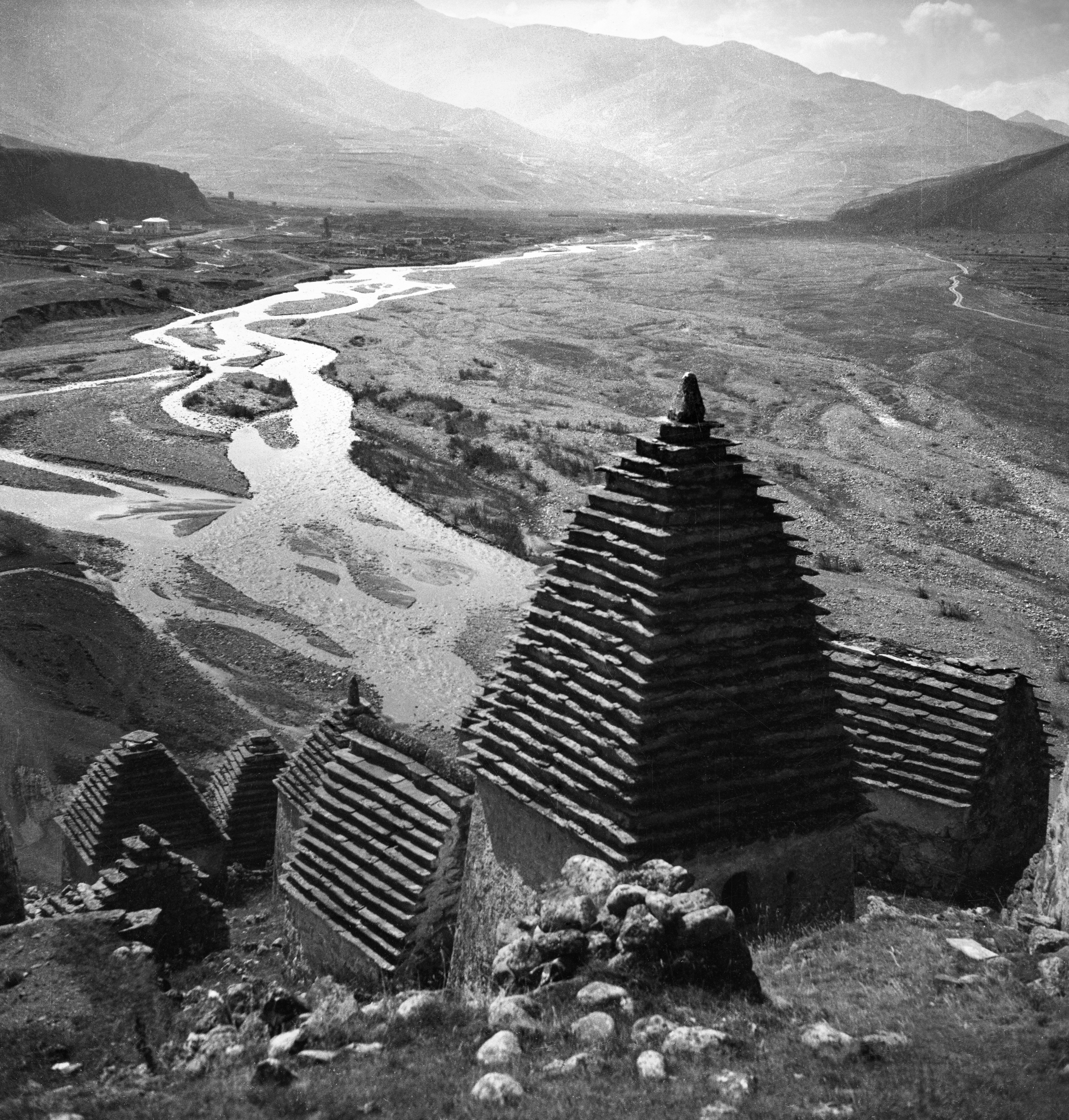
Blick von der Nekropole ins Tal, Nordossetien, Foto: Annemarie Schwarzenbach, 1933

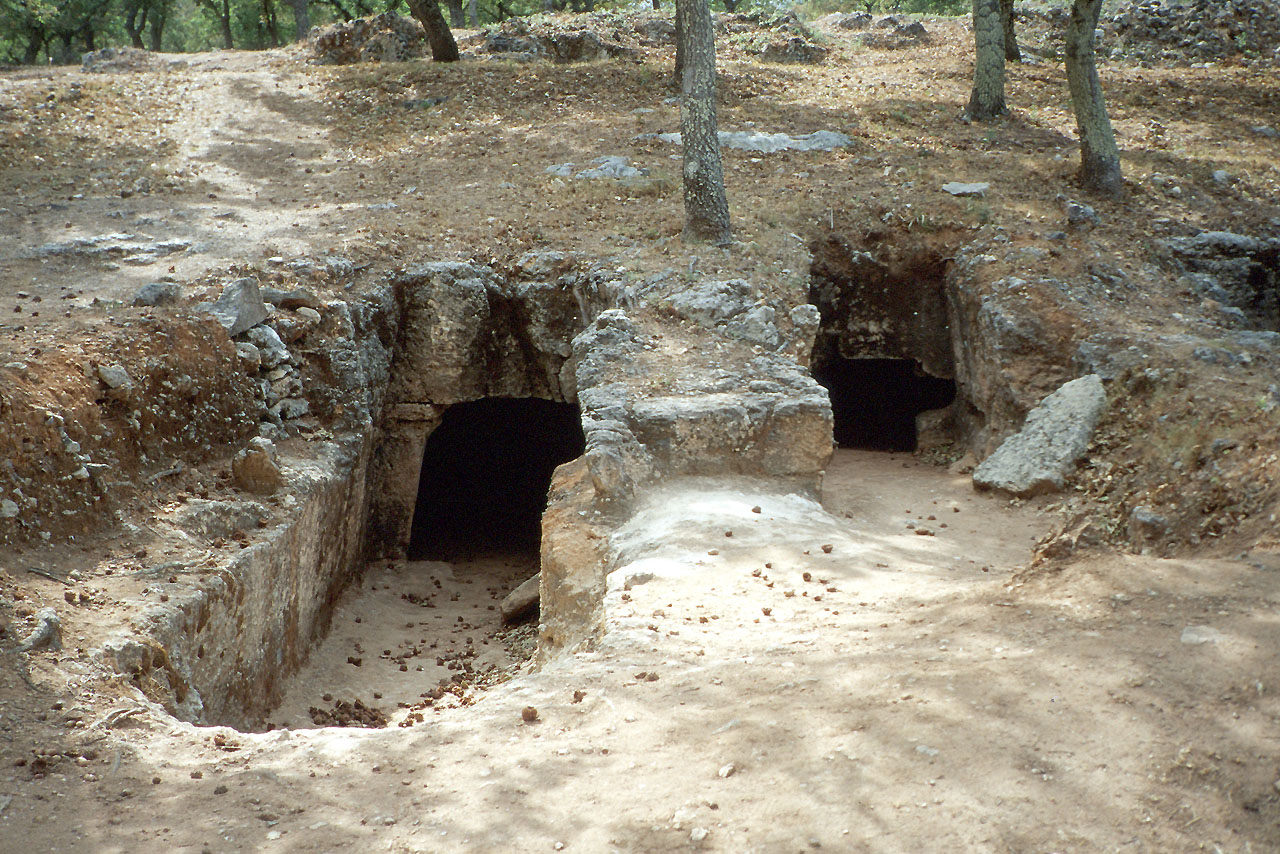
Minoische Nekropole von Armeni

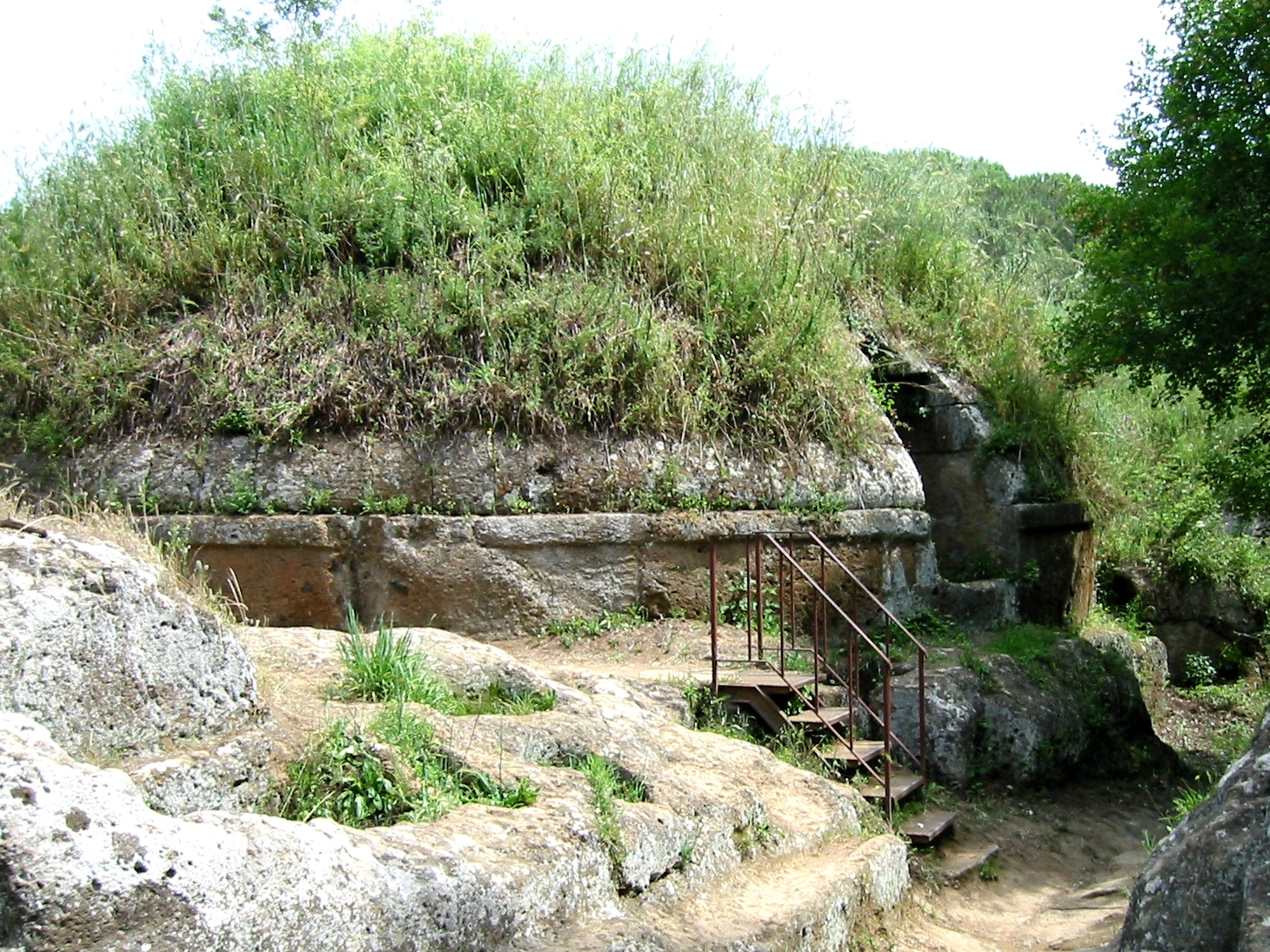
Tumulus in der etruskischen Nekropole Banditaccia bei Cerveteri

Der Begriff  Nekropole (auch Nekropolis nach altgriechisch νεκρόπολις nekrópolis, deutsch ‚Totenstadt‘ aus altgriechisch νεκρός nekrós, deutsch ‚Toter‘ und πόλις pólis, deutsch ‚Stadt‘) bezeichnet in der Archäologie zumeist jeden größeren abseits einer antiken bzw. prähistorischen Stadt oder Siedlung gelegenen Bestattungsplatz.
Zu Siedlungen oder Städten zugehörige ur- und frühgeschichtliche Gräberfelder und Friedhöfe des Altertums werden demnach von den Archäologen als Nekropolen bezeichnet; - selbst wenn oberirdisch nichts auf deren Gräber hinweist bzw. Grabmäler, die oberirdisch die Gräber markieren, fehlen.
In griechischen, römischen, phönizischen und jüdischen Orten war die Lage der Bestattungsbereiche abseits der Wohnsiedlungen aus religiösen Gründen vorgeschrieben.
Es werden zudem häufig baulich gestaltete größere Begräbnis- und Weihestätte des Altertums und der Ur- und Frühgeschichte als Nekropolen angesehen.
Fehlt allerdings das Bauliche im Befund, wird der Fundort mit Gräbern wohl trotz seiner Siedlungszugehörigkeit von einigen Archäologen unspezifisch als Gräberfeld bezeichnet.

## Zur Begriffsgeschichte
Nekropolis wurde ursprünglich in der Antike das Gräberviertel der hellenistischen Stadt Alexandria im alten Ägypten genannt. Weder im Griechischen noch im Lateinischen ist in der Antike das Wort νεκρόπολις nekrópolis allgemein für Gräberstätten gebraucht worden. Es gab aber diese Vorstadt von Alexandria, die den Namen Nekropolis hatte wegen der dort befindlichen Grabstätten und Anstalten zur Einbalsamierung der Toten.
Seit dem 19. Jahrhundert wird der Begriff Nekropole für eine Gruppe von Grabanlagen mit baulichen Grabmälern, die wie die Gebäude einer Stadt angeordnet sind, verwendet.

## Archäologische Fundorte

### Deutschland
In Deutschland werden z. B. nur Konzentrationen jungsteinzeitlicher Megalithanlagen, wie die Oldendorfer Totenstatt, die Hünenbetten von Daudieck oder mehrperiodige Plätze mit „gebauten“ Grabanlagen wie in Soderstorf als Nekropolen bezeichnet. Die Grabhügel bei Böblingen können ebenfalls dazu gezählt werden.

### Griechenland und Türkei
Besonders im Altertum sind Totenstädte zu finden, so in Myra, wo Bischof Nikolaus von Myra bestattet war (bis zur Überführung seiner Gebeine nach Bari im Jahr 1087), und im vorderasiatischen Hierapolis. In Fourní auf Kreta befindet sich eine bronzezeitliche Nekropole. In Armeni wurde eine Nekropole der spätminoischen Epoche freigelegt. Salamis auf Zypern ist eine Nekropole der Bronzezeit.

### Italien
Die Etrusker verfügten über ausgedehnte Nekropolen, wobei verschiedene Anlagen in Cerveteri, Tarquinia, Populonia, Norchia und an anderen Plätzen in Etrurien gefunden wurden. Die Nekropole von Trient wurde 2025 in der Via Santa Croce im Zentrum von Trient, in der Provinz Trentino in Italien als Bestattungsplatz der Räter der Fritzens-Sanzeno-Kultur freigelegt. Als römische Nekropolen sind die Elyseischen Felder (Alyscamps) in Arles, Frankreich und die Nekropole in Carmona, Südspanien bekannt. Aus der Merowingerzeit wurde eine Nekropole in Civaux, Frankreich ausgegraben.
Unter dem Petersdom in Rom wurde bei Ausgrabungen im Auftrag Pius XII. um 1950 eine ganze Gräberstraße aus dem Römischen Reich freigelegt. In dieser Vatikanischen Nekropole wurden auch Gebeine gefunden, die dem Apostel Petrus zugeschrieben werden. 25 km südwestlich von Rom kann man die Gräberstraßen der Nekropole der Ausgrabungsstätte Ostia Antica besichtigen. Hier liegt die Totenstadt vor dem östlichen Stadttor beiderseits der Straße nach Rom.

### Spanien
und die Nekropole von Puig des Molins von Ibiza

### Ägypten
Zu den altägyptischen Kulturstätten gehören die Nekropolen (Totenstadt) von Sakkara, Amarna, Theben (siehe Tal der Könige), Gizeh, Qubbet el-Hawa und Umm el-Qaab. Die Hauptstadt der Nabatäerkönige im heutigen Jordanien, Petra, war nicht nur Residenz- und Wohnstadt, sondern auch Felsnekropole.
In der mittelalterlichen Stadt der Toten in Kairo wurden Fatimiden und Mamluken bestattet. Zwischen prunkvollen Minaretten und Lehmbuden leben in der Nekropole heute noch dicht an dicht gedrängt 300.000 Menschen in „Wohngräbern“.

### China
In der chinesischen Wüste Lop Nor wurden Gräberfelder und Nekropolen aus der Bronze- und Eisenzeit freigelegt. Zu den Funden aus der Bronzezeit gehören unter anderem Ördeks Nekropole am Xiaohe (175 km westlich von Loulan), das Grabfeld von Qäwrighul am Kuruk Darya (70 km nordwestlich von Loulan) mit der mumifizierten „Schönheit von Loulan“ und weitere Tarim-Mumien, das Gräberfeld von Gumugou mit den „Sonnengräbern“ (70 km nordwestlich von Loulan) im Delta des Kuruk Darya.
Eisenzeitliche Friedhöfe und spätere Friedhöfe mit unterirdischen Grüften wurden in Yingpan am Kum Darya (200 km westlich von Loulan) entdeckt, mit dem dort gefundenen Yingpan-Mann.
Mit der Nekropole der Tanguten entdeckte man eine der weltweit größten Totenstädte in der autonomen Region Ningxia bei Yinchuan.

## Andere „Nekropole“ genannte Grabstätten
Auf den historisch festgelegten Begriff Nekropole nehmen auch jüngere Grabanlagen Bezug: beispielsweise die Glasgow Necropolis aus dem 19. Jahrhundert, die in Moskau in der ersten Hälfte des 20. Jahrhunderts angelegte Nekropole an der Kremlmauer und die Künstler-Nekropole, ein aktuelles Kunstprojekt bei Kassel.

## Moderne Nekropolen
Die Stadt Colma ist eine aktive Nekropole. Die Friedhöfe San Franciscos wurden nach Colma ausgelagert.